# Unter Donner und Blitz
Unter Donner und Blitz, op. 324, är en polka av Johann Strauss den yngre. Den framfördes första gången den 16 februari 1868 i Dianabad-saal i Wien.

## Historia
"Högt ärade Herrar! Jag har äran att föreslå den ärade Kommittén titeln 'Sternschnuppe' för en komposition, mer specifikt en 'Schenllpolka', till Hesperusbalen. Er tillgivne, Johann Strauss".
Så lyder brevet som Strauss hustru Jetty (signerad av Strauss själv) skrev till Konstnärsföreningen "Hesperus" den 18 januari 1868. Den 6 februari samma år skrev tidningen Neues Wiener Tagblatt: "Till Hesperusbalen, som äger rum söndagen den 16 denna månad i Dianbad-Saal, har Herrar Johann, Josef och Eduard Strauss utlovat 3 nyheter med titlarna: 'Sternschnuppe', 'Extempore' och 'Freie Gedanken'." 
Balen ägde rum som annonserat den 16 februari 1868 i Dianabad-Saal och bröderna Strauss turades om att dirigera Straussorkestern. Emedan pressen i Wien rapporterade om festen så nämndes inga detaljer om musiken. Tio dagar senare, den 26 februari, stod det att läsa annonser för den traditionella "Carnival Revue" (som skulle äga rum den 1 mars), då bröderna Strauss brukade spela upp samtliga verk som de komponerat till det årets karneval. Vanligtvis brukade tidningarna lista upp vilka verk som skulle spelas och vid vilka tillfällen de tidigare hade uppförts vid, men 1868 fanns inga sådana detaljer med förutom Johann Strauss karnevalsverk. Ingenstans står det något om Sternschnuppe. Av de totalt 20 nya verken var 10 skrivna av Josef, 7 av Eduard och endast 3 av Johann. Mer specifikt bestod Johanns bidrag av valsen Die Publicisten (op. 321), polkamazurkan Ein Herz, ein Sinn (op. 323) och en schenllpolka med titeln Unter Donner und Blitz (i några tidningar refererad till som 'Unter Blitz und Donner'). Förklaringen till denna förvirring gavs först i annonseringen till en "Damernas afton" lördagen den 7 mars 1868. Tillställningen gavs av "Hesperus" och gästades av ca 1 100 personer. Som nummer åtta på musikprogrammet framfördes verket Unter Donner und Blitz och inom parentestecken står den förklarande upplysningen "Hesperus", vilket indikerar att verket hade framförts vid en tidigare bal för Konstnärsföreningen i fråga. Då "Hesperus" inte gavs några andra baler eller konserter annat än balen den 16 februari, måste det kunna fastslås att verket framfördes just vid det tillfället.
Detta är dock bara en del av förklaringen, då det enligt samtida presskällor inte kan säkerställas huruvida polkan som spelades vid premiären hade titeln Unter Donner und Blitz, Sternschuppe eller Unter Blitz und Donner, vilket Eduard hänvisar till i sitt handskrivna program för Hesperus "Damernas afton". Josef däremot noterar i sin dagbok verket såsom "Unter Donner und Blitz" bland de nya verk som spelades vid Hesperusbalen.
Musikprofessorn Fritz Racek jämförde polkans klaverutdrag (saluförd från och med den 10 mars 1868) med orkesternoterna (från augusti 1868). Han noterade "åtskilliga oklarheter i orkestermaterialet, liksom flera avvikelser från det publicerade klaverutdraget", och drog slutsatsen att "efter första framförandet gjorde Strauss ändringar i [det förkomna] partituret vilka misstolkades av tryckeriet". Racek hävdade att dessa "ändringar" gällde den ökade intensiteten i verkets innehåll därav bytet av titel. Vid en jämförelse mellan klaverutdraget och det första upplagan av orkestermaterialet höjs några intressanta skillnader, då särskilt vad gäller dynamikmarkeringar och tillägget av förtydligande accenter, vilka förstärker både dramatiken och den beskrivande effekten i orkesterversionen. Raceks tes är att det första klaverutdraget primärt bygger på Strauss handskriftsoriginal som Racek tror först uppfördes med titeln 'Sternschuppe'. Om Racek har rätt i sina antaganden, och mycket tyder på det, så torde Strauss i sista minuten ha ändrat kompositionens karaktär såväl som titel. För övrigt så förekommer både åska och blixtar (Donner und Blitz) i musiken men föga förekomst av stjärnfall (Sternschuppe).
Polkan är fortfarande en av de mest kända och mest populära kompositionerna av Johann Strauss. Det spelas ofta vid Nyårskonserten i Wien eller som en inlaga i den andra akten av operetten Die Fledermaus (istället för den dansmusik som faktiskt är avsedd här).

## Om polkan
Speltiden är ca 3 minuter och 4 sekunder plus minus några sekunder beroende på dirigentens musikaliska tolkning.